# Новотроицкий (Мостовский район)
Новотроицкий — хутор в Мостовском районе Краснодарского края.
Входит в состав Ярославского сельского поселения.
Код ИФНС — 2342.

## География
Хутор расположен в долине ручья Холодная (левый приток Чехрака), в 3,5 км к востоку от центра сельского поселения — Ярославская и в 42 км к северо-западу от районного центра — пгт. Мостовской.
Граничит с землями населённых пунктов: Ярославская на западе, Славянский на севере, Северный на северо-востоке, Красный Кут на юго-востоке и Костромская на юге.  

## Население
| 2002 | 2010 | 2021 |
| ---- | ---- | ---- |
| 25   | ↗31  | ↗38  |